# GeoNames

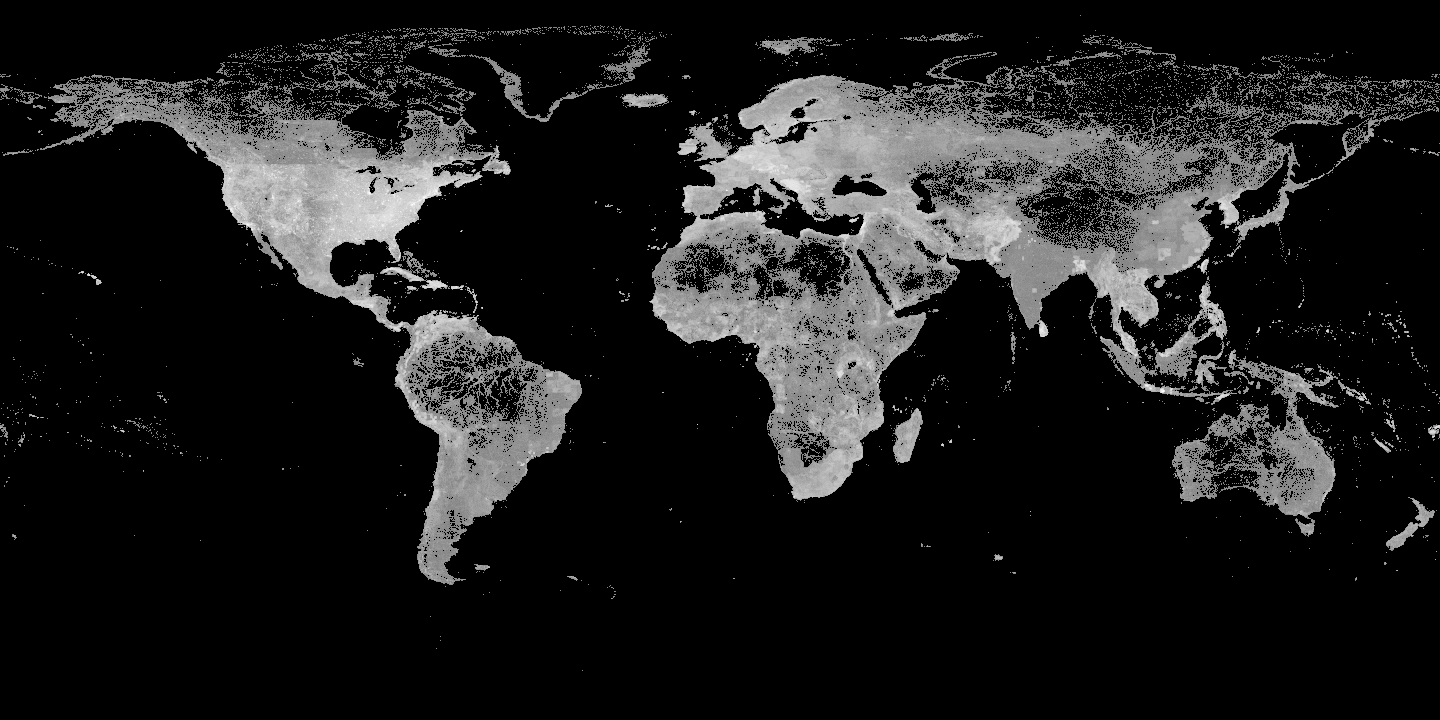
Densità globale delle voci su GeoNames

GeoNames (dalla particella geo-, dal greco antico γεω-, da γῆ, "terra", e dall'inglese names, "nomi") è un database di dati geografici accessibile attraverso vari servizi web, fruibili nei termini di una licenza di contenuto libero.

## Provenienza dei dati
GeoNames rielabora e distribuisce dati provenienti da varie fonti che hanno reso disponibili al pubblico le informazioni raccolte. Ad esempio per quanto concerne l'altezza sul livello del mare, fa uso dei dati raccolti con la missione spaziale Shuttle Radar Topography Mission (SRTM) svolta per conto della NASA nel 2000 e con la missione GTOPO30 svolta nel 1996 per conto dello United States Geological Survey, agenzia scientifica federale degli Stati Uniti d'America.